# مارك ستيفنز (لاعب كريكت)
مارك ستيفنز (16 مارس 1959 في المملكة المتحدة - ) (بالإنجليزية: Mark Stevens)‏ هو لاعب كريكت بريطاني. لعب مع Berkshire County Cricket Club ‏ وDevon County Cricket Club ‏.